# Kumiko Imura
Kumiko Imura (jap. 井村 久美子, Imura Kumiko; * 10. Januar 1981 in Sakata als Kumiko Ikeda) ist eine ehemalige japanische Leichtathletin, die sich auf den Weitsprung spezialisiert hat, zu Beginn ihrer Karriere aber auch im Hürdenlauf an den Start ging.

## Sportliche Laufbahn
Erste internationale Erfahrungen sammelte Kumiko Imura im Jahr 2000, als sie bei den Juniorenweltmeisterschaften in Santiago de Chile mit einer Weite von 6,43 m die Bronzemedaille gewann und im 100-Meter-Hürdenlauf mit 13,52 s im Halbfinale ausschied. Im Jahr darauf gewann sie bei den Ostasienspielen in Osaka mit 6,52 m die Silbermedaille hinter der Chinesin Guan Yingnan und im Hürdensprint sicherte sie sich in 13,48 s die Bronzemedaille hinter den Chinesinnen Feng Yun und Su Yiping. Anschließend erreichte sie bei den Weltmeisterschaften im kanadischen Edmonton mit 6,44 m im Finale Rang elf und gewann daraufhin bei der Sommer-Universiade in Peking mit 6,52 m die Bronzemedaille hinter der Brasilianerin Maurren Higa Maggi und Guan Yingnan aus China. 2002 belegte sie bei den Asienmeisterschaften in Colombo mit 6,32 m den fünften Platz im Weitsprung und nahm anschließend erstmals an den Asienspielen in Busan teil und wurde dort mit einem Sprung auf 6,04 m Siebte.
2003 schied sie bei den Weltmeisterschaften nahe Paris mit 6,15 m in der Qualifikation aus, wie auch bei den Leichtathletik-Hallenweltmeisterschaften 2004 in Budapest mit 6,35 m. 2005 schied sie dann bei den Weltmeisterschaften in Helsinki mit 6,51 m erneut in der Vorrunde aus, gewann anschließend aber bei den Asienmeisterschaften in Incheon in 13,54 s die Bronzemedaille im Hürdenlauf hinter der Chinesin Su Yiping und Lee Yeon-kyung aus Südkorea. Auch im Weitsprung gewann sie mit einem Sprung auf 6,52 m hinter der Inderin Anju Bobby George und Marestella Sunang von den Philippinen die Bronzemedaille. Daraufhin siegte sie bei den Ostasienspielen in Macau mit 6,54 m im Weitsprung und gewann über die Hürden in 13,45 s die Bronzemedaille hinter den Chinesinnen Feng Yun und Su Yiping. Im Jahr darauf nahm sie erneut an den Asienspielen in Doha teil und siegte dort mit einer Weite von 6,81 m.
2007 startete sie ein weiteres Mal bei den Weltmeisterschaften in Osaka, verpasste dort aber mit 6,42 m den Finaleinzug. Anschließend wurde sie beim IAAF World Cup Final in Stuttgart mit 6,48 m Vierte. Bei den Leichtathletik-Hallenweltmeisterschaften 2008 in Valencia schied sie mit 6,17 m in der Vorrunde aus, nahm im Sommer aber an den Olympischen Spielen Peking teil, bei denen sie mit 6,47 m in der Qualifikation ausschied. 2009 belegte sie bei den Asienmeisterschaften in Guangzhou mit 6,17 m den fünften Platz und im Jahr darauf wurde sie bei den Asienspielen ebendort mit 6,37 m ebenfalls Fünfte. 2011 klassierte sie sich dann bei den Asienmeisterschaften in Kōbe mit 6,23 m auf dem siebten Platz und 2013 beendete sie in Tokyo ihre Karriere als Leichtathletin im Alter von 32 Jahren.
In den Jahren 2001, 2004 und 2005 wurde Imura japanische Meisterin im 100-Meter-Hürdenlauf sowie 2003, von 2005 bis 2007, 2010 und 2011 auch im Weitsprung.

## Persönliche Bestleistungen
- 100 m Hürden: 13,02 s (+1,4 m/s), 29. April 2007 in Hiroshima
  - 60 m Hürden (Halle): 8,37 s, 21. Februar 2004 in Yokohama
- Weitsprung: 6,86 m (+1,6 m/s), 6. Mai 2006 in Osaka (japanischer Rekord)
  - Weitsprung (Halle): 6,54 m, 21. Februar 2004 in Yokohama